# Estadio Dinamo (Chisináu)
El Estadio Dinamo  (en rumano: Stadionul Dinamo) es un estadio de usos múltiples en la localidad de Chisináu, la capital del país de Europa del Este de Moldavia. Actualmente se utiliza sobre todo para los partidos de fútbol y es el estadio usado habitualmente por el club conocido como Politehnica Chisinau FC . El estadio tiene capacidad para 2.888 personas.